# Pterodroma lessonii
Белокракия буревестник (Pterodroma lessonii) е вид морска птица от семейство Буревестникови (Procellariidae).

## Описание
Белокракия буревестник е морска птица и силно пелагичен тоест живее в открито море, рядко се приближава до земята с изключение на колониите, но обитава крайбрежнията през бурното време. Той има дължината около 400 mm. Храни се предимно с калмари и ракообразни, които хваща най-вече през нощта, като повърхностно изземва или се потапя. Размножаването започва през октомври в свободни колонии, гнездящи в дупки изкопани в меката почва или сипей в близост до брега които достигат до 300 m над морското равнище.

## Местообитание и популация
Този вид има изключително голям диапазон на местообитание. Този вид се среща навсякъде по южните океани на остров Макуори (Австралия), на островите Окланд, на Антиподовите острови (Нова Зеландия), островите Крозе и остров Кергелен (Френски южни територии) и евентуално на островите Принц Едуард (Южна Африка).
Независимо от факта, че тенденцията е популацията да намалява, спадът не се смята за достатъчно бърз, за да бъде уязвим по критерия за популацията(> 30% спад повече от десет години или за три поколения). Популацията е много голяма, а оттам и не се доближава на праговете за уязвимост по критерия за популацията(<10 000 възрастни екземпляра с продължаващ спад очаква да бъде> 10% за десет години или за три поколения, или с определена структура на популацията). Поради тези причини видът се оценява като най-слабо уязвим.

## Разпространение
Видът е разпространен в Антарктида, Австралия, Нова Зеландия, Френски южни и антарктически територии, Чили, Южна Африка и Южна Джорджия и Южни Сандвичеви острови.